# Irvingia
Genre
Synonymes
- Irvingella Tiegh.[2]

Irvingia est un genre de plantes à fleurs de la famille des Irvingiaceae.

## Liste d'espèces
Selon BioLib (7 août 2017) :
- Irvingia excelsa Mildbr.
- Irvingia gabonensis (Aubry-Lecomte ex O'Rorke) Baill.
- Irvingia grandifolia (Engl.) Engl.
- Irvingia malayana Oliv.
- Irvingia robur Mildbr.
- Irvingia smithii Hook.f.
- Irvingia wombulu Vermoesen

Selon Catalogue of Life (7 août 2017) :
- Irvingia excelsa Mildbr.
- Irvingia gabonensis (Aubry-Lecomte ex O'Rorke) Baill.
- Irvingia grandifolia (Engl.) Engl.
- Irvingia malayana Oliv. ex A.W.Benn.
- Irvingia robur Mildbr.
- Irvingia smithii Hook.f.
- Irvingia wombolu Vermoesen

Selon World Checklist of Selected Plant Families (WCSP) (7 août 2017) :
- Irvingia excelsa Mildbr., Notizbl. Königl. Bot. Gart. Berlin (1913)
- Irvingia gabonensis (Aubry-Lecomte ex O'Rorke) Baill. (1884)
- Irvingia grandifolia (Engl.) Engl. (1911)
- Irvingia malayana Oliv. ex A.W.Benn. (1875)
- Irvingia robur Mildbr., Notizbl. Königl. Bot. Gart. Berlin (1913)
- Irvingia smithii Hook.f. (1860)
- Irvingia tenuinucleata Tiegh., Ann. Sci. Nat., Bot., sér. 9 (1905)

Selon NCBI (7 août 2017) :
- Irvingia gabonensis
- Irvingia malayana
- Irvingia robur

Selon The Plant List (7 août 2017) :
- Irvingia excelsa Mildbr.
- Irvingia gabonensis (Aubry-Lecomte ex O'Rorke) Baill.
- Irvingia grandifolia (Engl.) Engl.
- Irvingia malayana Oliv. ex A.W.Benn.
- Irvingia robur Mildbr.
- Irvingia smithii Hook.f.
- Irvingia tenuinucleata Tiegh.

Selon Tropicos (7 août 2017) (Attention liste brute contenant possiblement des synonymes) :
- Irvingia australiana (F. Muell.) F. Muell.
- Irvingia barteri Hook. f.
- Irvingia excelsa Mildbr.
- Irvingia gabonensis (Aubry-Lecomte ex O'Rorke) Baill.
- Irvingia glaucescens Engl.
- Irvingia grandifolia (Engl.) Engl.
- Irvingia malayana Oliver ex Bennett
- Irvingia robur Mildbr.
- Irvingia smithii Hook. f.
- Irvingia tenuifolia Hook. f.
- Irvingia tenuinucleata Tiegh.
- Irvingia wombolu Vermoesen